# 博埃塞
博埃塞（法語：Boëcé，法語發音：[bɔɛse] ⓘ）是法国奥恩省的一个市镇，属于莫尔塔涅欧佩什区。

## 地理
博埃塞（48°30'47"N, 0°26'59"E）面积2.41 平方千米，位于法国诺曼底大区奧恩省，该省份为法国西北部内陆省份，北起顺时针与卡爾瓦多斯省、厄尔省、厄尔-卢瓦省、萨尔特省、马耶讷省和芒什省接壤。
与博埃塞接壤的市镇（或旧市镇、城区）包括：库尔茹、拉梅尼耶尔。

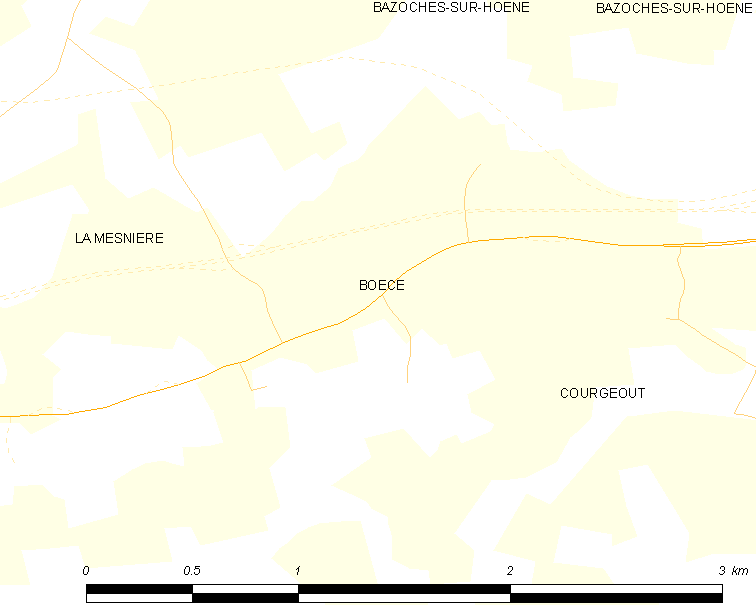
博埃塞的OSM定位图

博埃塞的时区为UTC+01:00、UTC+02:00（夏令时）。

## 行政
博埃塞的邮政编码为61560，INSEE市镇编码为61048。

## 政治
博埃塞所属的省级选区为莫尔塔涅欧佩什县。

## 人口

1962-2008年间博埃塞人口变化图示

博埃塞于2022年1月1日时的人口数量为125人。